# Onze-Lieve-Vrouw-Hemelvaartinstituut (Brugge)

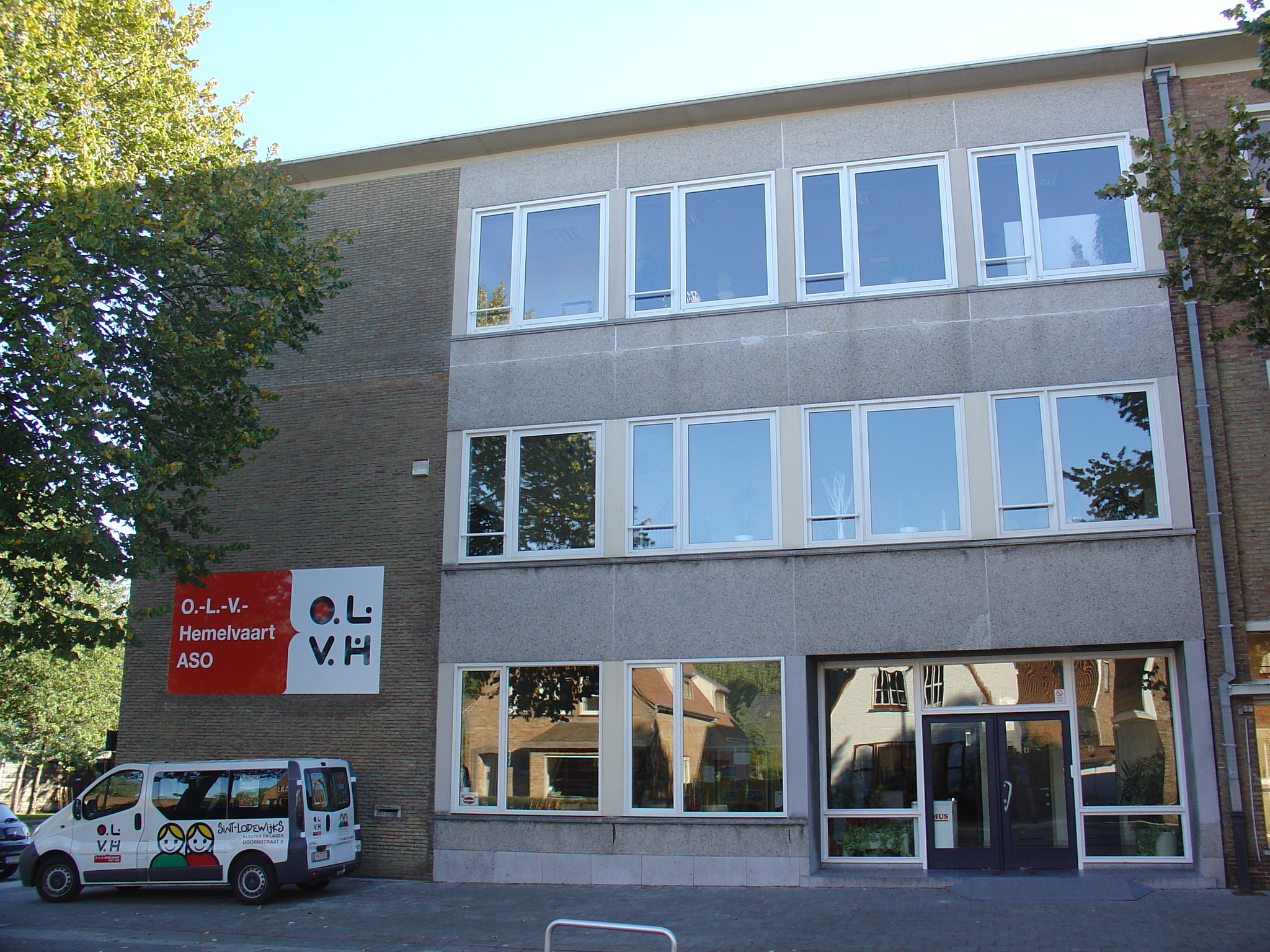
Onze-Lieve-Vrouw-Hemelvaartinstituut

Het Onze-Lieve-Vrouw-Hemelvaartinstituut is een katholieke school in Sint-Andries, een deelgemeente van de Belgische stad Brugge. Naast de afdeling voor secundair onderwijs is er ook een afdeling van de basisscholengroep Sint-Lodewijks.

## Geschiedenis

### Van kleine basisschool naar secundaire school
Op 29 augustus 1851 verscheen in de Gazette van Brugge een artikel over de oprichting van de bewaarschool Louisa Maria, de parochieschool van Sint-Salvator, in de Paalstraat. Deze school werd geleid door de zusters Maricolen, tot de school in moeilijkheden kwam door de maatregelen van de Regering-Frère-Orban-Van Humbeeck.
De zusters van Onze-Lieve-Vrouw-Hemelvaart kregen op dat moment de taak om de school Louisa Maria over te nemen. Deze vrije lagere school telde steeds meer leerlingen, waarop men na de Eerste Wereldoorlog besloot om een middelbare afdeling op te richten. In 1945 telde deze afdeling 48 leerlingen.
De oprichting van de basisschool in de Doornstraat gebeurde in 1957, niet toevallig in de tijd van de tweede Belgische schoolstrijd. In de nabije omgeving kwamen zich rond dat ogenblik steeds meer mensen vestigen, dus er was ook nood aan extra onderwijs. Ook de Sint-Willibrordparochie dateert trouwens uit 1957.
De toenmalige vicaris Vital Vangheluwe wilde in die buurt een school vestigen van het vrije net. Daarvoor ging hij te rade bij de zusters van Onze-Lieve-Vrouw van Zeven Weeën in Ruiselede. Twee zusters, zuster Annemarie en zuster Beatrice werden als eersten naar Sint-Andries gezonden.
Tot drie weken voor de start van het nieuwe schooljaar was er van de nieuwe Sint-Lutgardisschool nog helemaal geen sprake. Enkel het braakliggende stuk grond naast de kerk was aangekocht. Toch bezochten de zusters al tal van ouders op zoek naar leerlingen voor de nog te bouwen school. In de tweede week van augustus 1957 werd met man en macht gewerkt en op 1 september opende de school haar deuren. Ze bestond uit drie geprefabriceerde lokalen, een zandbak, een geplaveide speelplaats en een omheining.
In dat schooljaar telde men 24 kleuters en 14 leerlingen in de eerste drie leerjaren, die allen in dezelfde klas terechtkwamen. De school werd in de volksmond de barakskens genoemd. De barakskens werden gebouwd tegen de boerderij van boer Gust De Graeve. De boer zelf zorgde ervoor dat de stookoliekachel brandde vooraleer de zusters kwamen aangefietst. ’s Middags bereidde boerin Julia in haar eigen keuken verse soep voor de zusters en de kinderen die over de middag op school bleven.
In september 1959, toen er al zes klassen waren, bouwde men de eerste stenen school. Cecile Trioen, Edith Moens en zuster Beatrice namen de kleuters onder hun hoede. De lagere afdeling kreeg in het eerste en het tweede leerjaar les van mevrouw Driessens, in het derde en vierde leerjaar van zuster Annemarie en in het vijfde en zesde leerjaar van zuster Mariette Ghyoot, die ook aan het hoofd van de school kwam.
In 1962 werd de middelbare school opgericht. Deze kwam er toen de Brugse bisschop monseigneur Emiel-Jozef De Smedt bepaalde zusterordes liet fusioneren, waaronder de zusters Apostolinnen met de zusters van Onze-Lieve-Vrouw-Hemelvaart. Voordien hadden de zusters van Onze-Lieve-Vrouw-Hemelvaart in de Paalstraat al een kleuterschool, een lagere school, een technische afdeling en een lagere cyclus aso. Deze school droeg toen al de naam Onze-Lieve-Vrouw-Hemelvaartinstituut. De zusters Apostolinnen bezaten in de Peperstraat op de Sint-Annaparochie (naast de Jeruzalemkerk) eveneens een school. Met de fusie van de congregaties verdween de school uit de Peperstraat en kwamen alle leerlingen in de Paalstraat terecht, waar echter niet voldoende ruimte was. De nieuwe congregatie, nu met allemaal zusters Apostolinnen, besloot dus om een nieuwe school te bouwen. Het bisdom stuurde aan op een katholieke middelbare meisjesschool in Sint-Andries en het gevolg was logisch.
Bij de lagere school in de Doornstraat werd een middelbare afdeling gevoegd. Op 8 december 1961 werd de beslissing genomen en in mei 1962 veranderde de lagere school opnieuw in een bouwwerf.
Op 1 september 1962 waren er in de middelbare afdeling 114 leerlingen. De bouw van het Onze-Lieve-Vrouw-Hemelvaartinstituut kostte echter meer dan de zusters Apostolinnen konden financieren. Zuster Ann Demunster, overste in de Zandstraat in Sint-Andries en econome van de congregatie van Onze-Lieve-Vrouw van Zeven Weeën in Ruiselede, drong aan op nieuwe sponsoring. Daarop stelde het bisdom een fusie voor tussen de zusters Apostolinnen en de zusters van Onze-Lieve-Vrouw van Zeven Weeën. Die kwam er op 20 juni 1964 en zorgde ervoor dat er voldoende financiële middelen waren voor de nieuwe school.

### Problemen bij de bouw van de middelbare afdeling
De bouw van de secundaire school liep niet altijd van een leien dakje. Volgens de oorspronkelijke plannen was de refter helemaal ondergronds voorzien, maar bij het graven stootte men op de resten van de voormalige beerputten van de stad Brugge. Deze konden niet vernietigd worden en dus werd de refter minder diep gebouwd dan gepland.
Op 1 september 1962 waren nog niet alle bouwwerken voltooid. De 114 leerlingen kregen les in onafgewerkte klassen. Daarbovenop was de winter van 1962-1963 heel streng en bleef het koud tot maart 1963. Het vroor geregeld tot min 18 graden. De stookolie in de tank van de school kristalliseerde, de verwarming viel uit en de kou werd ondraaglijk, waarop de school enkele dagen gesloten werd. De verloren dagen werden ingehaald tijdens de paasvakantie.
In 1964 werden de gebouwen ingewijd. Aanvankelijk was er enkel een lagere cyclus voorzien, maar de vicaris van Onderwijs besliste snel dat er extra klassen moesten komen. De hogere cyclus kwam er op vraag van de ouders. Boven op de overdekte speelplaats werd een extra verdieping gebouwd, die in gebruik genomen werd in 1967. Eerst werd een economische afdeling opgericht, later volgde de wetenschappelijke richtingen.

### Vernieuwingen in de jaren 70 en 80

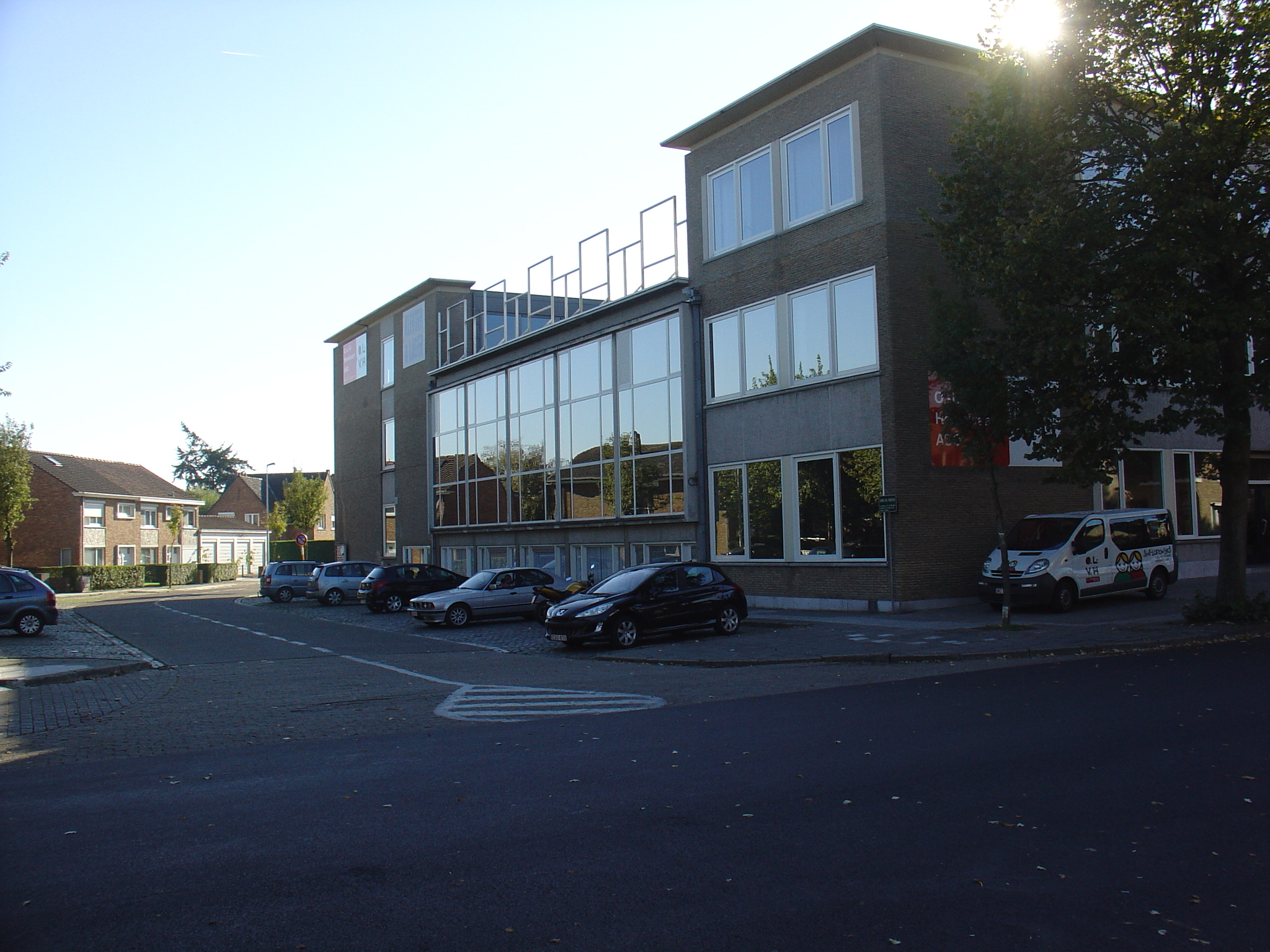
Onze-Lieve-Vrouw-Hemelvaartinstituut zijgevel

Tussen 1970 en 1980 veranderde er heel wat in de schoolwereld. Het onderwijs kreeg heel wat extra functies: naschoolse opvang werd voorzien, maar ook studie voor de oudsten. Vanaf 1974 kregen leerlingen met leermoeilijkheden begeleiding van een taakleerkracht. Steeds meer werkte de school samen met externe partners, zoals het oudercomité, het voormalige PMS (nu CLB) en logedisten. Op 1 september 1975 werd de lagere school in de Doornstraat een van de lagere afdelingen van het Sint-Lodewijkscollege. Door de poort van de basisschool liepen op 1 september 1976 voor het eerst jongens. Op dat ogenblik startten ook de eerste mannelijke leerkrachten: Gilbert Wittevrongel in het tweede en Robert Denolf in het zesde leerjaar. Robert Denolf volgde ook zuster Mariette Ghyoot op als schoolhoofd. Vanaf 1979 werd er samengewerkt met verschillende nabijgelegen scholen, zoals Immaculata, Sint-Lodewijkscollege en Spes Nostra. Alle scholen werden van dan geleid door één Inrichtende macht.
In de secundaire school kwam er vanaf 1981 in plaats van een zuster-directrice voor het eerst een lekendirecteur. Zuster G. Claeys werd opgevolgd door mijnheer Willy Van Houcke. Hij leidde de invoering van het Vernieuwd Secundair Onderwijs mee in goede banen. Vanaf 1981 besliste de Inrichtende macht ook jongens toe te laten op de school. Het onderwijsgebeuren werd grondig doorgelicht in pedagogische en didactische stuurgroepen, in vakwerkgroepen en allerhande overlegorganen. De scholengemeenschap Sint-Lodewijk (nu Sint-Donaas) werd opgericht en in 1985 werd het Spes-Nostra-Instituut (langs de Gistelse Steenweg) door het Onze-Lieve-Vrouw-Hemelvaartinstituut in fusie overgenomen. Beide scholen worden sindsdien weleens OLVH genoemd.
De lagere school evolueerde eveneens verder, onder impuls van directrice Maria Vanbrugghe-Lavaerts. Het onderwijs werd gemoderniseerd, leerprogramma’s werden vernieuwd en de school besteedde steeds meer aandacht aan de leefwereld van kinderen, door het maken van uitstappen, geleide bezoeken en andere activiteiten.

### De jaren 90 tot nu
De secundaire school werd jarenlang geleid door Willy Van Houcke; in de lagere school nam Willy Colpaert het roer in handen. Onder leiding van deze mensen kwam er een toename van het aantal leerlingen. De basisschool, die aanvankelijk één klas per leerjaar telde, breidde uit naar twee klassen per leerjaar. De middelbare afdeling kampte door een leerlingentoevloed met plaatsgebrek en daarom werd in 1996 't Huisje aangekocht, aan de overkant van de Doornstraat. Deze voormalige woning werd gebruikt als lokaal 
plastische en muzikale opvoeding, voor klasuren etc. Het grasveld diende als extra speelplaats of voor de lessen lichamelijke opvoeding.
Na Willy Van Houcke als directeur te hebben werd de fakkel doorgegeven aan Veerle Devos die op haar beurt de fakkel ook weer doorgaf van 2015 tot 2021 aan Nathalie Vanderiviere. Op 22 september 2021 stelde het Schoolbestuur Sofie De Baere per 1 oktober aan als opvolgster van Nathalie Vanderiviere.

Vernieuwingen op de speelplaatsen drongen zich op en er kwam zelfs een extra verdieping bij op de middelbare school, met een bibliotheek en mediaklassen. De lagere school kreeg een nieuwe refter en overal op school kwamen er extra computerlokalen. Anno 2010 werden de turnzaal en de studiezaal grondig gerenoveerd en samen met enkele nieuwe lokalen ingehuldigd. Na de inrichting van 2 nieuwe wetenschapsklassen in 2018 volgde een grondige vernieuwing van het schoolrestaurant in de zomer van 2020. 
Binnenkort kan de school samen met basisschool de Zevensprong verder uitbreiden door inname van de Sint-Willibrorduskerk en het Parochiaal OntmoetingsCentrum.
Dit project hangt samen met de bouw van een nieuwe kerk, voorzien in 2025, voor de Emmaüsparochie, de pastorale eenheid van de vijf parochiekernen in Sint-Andries en Sint-Michiels.